# Proyecto 57
Proyecto 57 fue una prueba nuclear en superficie llevada a cabo por Estados Unidos en el Nellis Air Force Range, sitio contiguo al Emplazamiento de pruebas de Nevada, el 24 de abril de 1957 a las 14:27 (GMT).

Esta prueba fue precedida por la Operación Redwing y sucedida por la Operación Plumbbob.
La zona de pruebas, también conocida como Área 13, tenía una extensión de 16 por 26 kilómetros, y era adyacente en su extremo norte al Emplazamiento de pruebas de Nevada.
El Proyecto 57 consistía en una sola prueba de seguridad, cuyo objetivo era verificar que la detonación incontrolada del alto explosivo de la cabeza nuclear no generase una explosión nuclear. También se deseaba estudiar la extensión de la contaminación por el plutonio sin desintegrar.
La cabeza nuclear medía 44,2 mm × 67,8 mm, y pesaba 100 kg. Se hicieron detonar sus 45 kg de alto explosivo de manera asimétrica para simular una detonación accidental. No produjo ninguna reacción atómica, pero generó mucha contaminación por plutonio.
El área contaminada fue inicialmente vallada, y el equipo contaminado enterrado en el mismo lugar. En 1981, el Departamento de Energía de los Estados Unidos descontaminó y dio de baja la zona de pruebas. Cientos de miles de metros cúbicos de tierra y restos fueron retirados del Área 13 y ubicados en una instalación de almacenaje de desechos en Nevada.